# Curtonotum tigrinum
Curtonotum tigrinum är en tvåvingeart som beskrevs av Seguy 1933. Curtonotum tigrinum ingår i släktet Curtonotum och familjen Curtonotidae. Inga underarter finns listade i Catalogue of Life.